# Carl Ertel
Carl Ertel (15 de octubre de 1959) es un deportista de la RDA que compitió en remo. Ganó dos medallas en el Campeonato Mundial de Remo, plata en 1982 y oro en 1983.

## Palmarés internacional
| Campeonato Mundial | Campeonato Mundial | Campeonato Mundial | Campeonato Mundial |
| Año                | Lugar              | Medalla            | Prueba             |
| ------------------ | ------------------ | ------------------ | ------------------ |
| 1982               | Lucerna (Suiza)    | Medalla de plata   | Dos sin timonel    |
| 1983               | Duisburgo (RFA)    | Medalla de oro     | Dos sin timonel    |